# Klingertjärnen (Graninge socken, Ångermanland, 697764-156690)
Klingertjärnen är en sjö i Sollefteå kommun i Ångermanland och ingår i Ångermanälvens huvudavrinningsområde.